# Jonathan Blondel
Pour les articles homonymes, voir Blondel.
Jonathan Blondel, né le 3 avril 1984 à Ploegsteert, est un footballeur international belge, retraité depuis 2016. Il évoluait au poste de milieu de terrain.

## Carrière en clubs
Il commence le football dans sa ville natale, à l'US Ploegsteert. Le Royal Excelsior Mouscron le repère et il rejoint le Futurosport. À 18 ans, Hugo Broos le lance en Jupiler League. Malgré un temps de jeu limité et son jeune âge, après une saison à Mouscron, il signe pour Tottenham où il apprend énormément mais joue très peu.
Il arrive au FC Bruges en janvier 2004. Il joue d'abord très peu, l'entraîneur norvégien de l'époque, Trond Sollied, lui préférant souvent le slovène Nastja Čeh. Le départ de Sollied et Čeh en 2005 et l'arrivée de Jan Ceulemans comme entraîneur semblent aider Blondel à s'imposer à Bruges mais sa saison est complètement gâchée par des blessures à répétition. C'est finalement en 2006, sous les ordres d'Emilio Ferrera, qu'il s'impose et devient titulaire alors replacé comme milieu défensif aux côtés de Sven Vermant. Il est malgré tout critiqué pour son engagement parfois démesuré qui lui vaut un grand nombre de cartons jaunes. Le 5 juillet 2007, il prolonge son contrat à Bruges jusqu'en 2010. Il signe un nouveau contrat en 2010 qui le lie au club jusqu'en 2014, puis une nouvelle prolongation jusqu'en 2016. Malheureusement, des blessures à répétition l'éloignent des terrains durant de longues périodes et en janvier 2015, il décide de mettre un terme à sa carrière de joueur professionnel en janvier 2015. Il tente de se relancer en février 2016 auprès du club de Promotion du KVK Westhoek mais l'expérience ne dure que six mois après lesquels il décide d'arrêter définitivement de jouer au football.

## Statistiques
| Saison                | Club                  | Championnat           | Championnat | Championnat | Coupe(s) nationale(s) | Coupe(s) nationale(s) | Supercoupe | Supercoupe | Compétition(s) continentale(s) | Compétition(s) continentale(s) | Compétition(s) continentale(s) | Total | Total |
| Saison                | Club                  | Division              | M.          | B.          | M.                    | B.                    | M.         | B.         | Comp.                          | M.                             | B.                             | M.    | B.    |
| 2001-2002             | Excelsior Mouscron    | Division 1            | 18          | 0           | 3                     | 1                     | 0          | 0          | -                              | 0                              | 0                              | 21    | 1     |
| Sous-total            | Sous-total            | Sous-total            | 18          | 0           | 3                     | 1                     | 0          | 0          | -                              | 0                              | 0                              | 21    | 1     |
| 2002-2003             | Tottenham Hotspur     | premier League        | 1           | 0           | 0                     | 0                     | 0          | 0          | -                              | 0                              | 0                              | 1     | 0     |
| 2003-2004             | Tottenham Hotspur     | premier League        | 1           | 0           | 0                     | 0                     | 0          | 0          | -                              | 0                              | 0                              | 1     | 0     |
| Sous-total            | Sous-total            | Sous-total            | 2           | 0           | 0                     | 0                     | 0          | 0          | -                              | 0                              | 0                              | 2     | 0     |
| 2003-2004             | Club Bruges           | Division 1            | 8           | 1           | 3                     | 1                     | 0          | 0          | C3                             | 1                              | 0                              | 12    | 2     |
| 2004-2005             | Club Bruges           | Division 1            | 15          | 2           | 3                     | 0                     | 1          | 0          | C1+C3                          | 4                              | 0                              | 23    | 2     |
| 2005-2006             | Club Bruges           | Division 1            | 11          | 0           | 0                     | 0                     | 0          | 0          | C1+C3                          | 6                              | 0                              | 17    | 0     |
| 2006-2007             | Club Bruges           | Division 1            | 26          | 0           | 4                     | 0                     | 0          | 0          | C3                             | 8                              | 0                              | 38    | 0     |
| 2007-2008             | Club Bruges           | Division 1            | 26          | 3           | 2                     | 2                     | 1          | 0          | C3                             | 2                              | 0                              | 31    | 5     |
| 2008-2009             | Club Bruges           | Division 1            | 16          | 0           | 0                     | 0                     | 0          | 0          | C3                             | 2                              | 0                              | 18    | 0     |
| 2009-2010             | Club Bruges           | Division 1            | 31          | 0           | 3                     | 0                     | 0          | 0          | C3                             | 10                             | 2                              | 44    | 2     |
| 2010-2011             | Club Bruges           | Division 1            | 27          | 2           | 1                     | 1                     | 0          | 0          | C3                             | 6                              | 1                              | 34    | 4     |
| 2011-2012             | Club Bruges           | Division 1            | 16          | 0           | 1                     | 1                     | 0          | 0          | C3                             | 4                              | 0                              | 21    | 1     |
| 2012-2013             | Club Bruges           | Division 1            | 15          | 1           | 0                     | 0                     | 0          | 0          | C1+C3                          | 9                              | 1                              | 24    | 2     |
| 2013-2014             | Club Bruges           | Division 1            | 2           | 1           | 0                     | 0                     | 0          | 0          | C3                             | 2                              | 0                              | 4     | 1     |
| 2014-2015             | Club Bruges           | Division 1            | 0           | 0           | 0                     | 0                     | 0          | 0          | C3                             | 0                              | 0                              | 0     | 0     |
| Sous-total            | Sous-total            | Sous-total            | 193         | 10          | 17                    | 5                     | 2          | 0          | -                              | 54                             | 4                              | 266   | 19    |
| 2015-2016             | KVK Westhoek          | Promotion             | 0           | 0           | 0                     | 0                     | 0          | 0          | -                              | 0                              | 0                              | 0     | 0     |
| Sous-total            | Sous-total            | Sous-total            | 0           | 0           | 0                     | 0                     | 0          | 0          | -                              | 0                              | 0                              | 0     | 0     |
| Total sur la carrière | Total sur la carrière | Total sur la carrière | 213         | 10          | 20                    | 6                     | 2          | 0          | -                              | 54                             | 4                              | 289   | 20    |

## Palmarès
- Champion de Belgique en 2005 avec le FC Bruges.
- Vainqueur de la Coupe de Belgique en 2004 et en 2007 avec le FC Bruges.
- Vainqueur de la Supercoupe de Belgique en 2004 avec le FC Bruges.

## Carrière en équipe nationale
Jonathan Blondel est sélectionné pour la première fois en équipe nationale le 21 août 2002 lors d'un match contre la Pologne. Il est également international belge espoirs et participe au championnat d'Europe Espoirs 2007 aux Pays-Bas, où l'équipe belge arrive jusqu'en demi-finale.